# Kaliborite
La kaliborite è un minerale appartenente alla classe dei borati.

## Abito cristallino
Il minerale cristallizza nel sistema monoclino.

## Forma in cui si presenta in natura
Il minerale si presenta trasparente. Può essere bianco, incolore, o bruno-rossastro.